# كونيليانو
كونيليانو (بالإيطالية: Conegliano ) هي مدينة إيطالية تابعة لمقاطعة تريفيزو في إقليم فينيتو تقع في الجزء الشمال الشرقي من إيطاليا و تبعد عن مدينة تريفيزو عاصمة المقاطعة حوالي 30 كم و يبلغ عدد سكانها 35436 نسمة حسب إحصائيات سنة 2008.

## السكان
في سنة 1871 بلغ عدد السكان 7٬872 نسمة، وتطور العدد ليصل في سنة 2018 لـ 35٬203 نسمة.
يظهر هذا المخطط البياني تطور النمو السكاني لـ كونيليانو

## أعلام
- أليساندرو دل بييرو
- مارزيو بروسيجين
- رينزو فورلان
- ساشا مودولو
- كيما دا كونجليانو

## روابط
- الموقع الرسمي للمدينة
- معرض المدينة